# تیپ ۳۶ انصارالمهدی

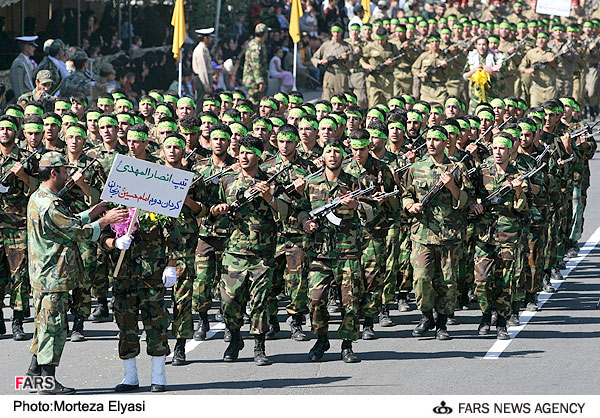
رژه نیروهای تیپ ۳۶ انصارالمهدی در سال ۱۳۸۷ به مناسبت سالگرد جنگ ایران و عراق در شهر زنجان

تیپ عملیاتی مردم‌پایهٔ ۳۶ انصارالمهدی یا به اختصار تیپ ۳۶ انصارالمهدی از تیپ‌های پیاده نیروی زمینی سپاه پاسداران انقلاب اسلامی است، که ستاد فرماندهی و پادگان آن در شهر زنجان مستقر می‌باشد. پیشینه شکل‌گیری این یگان به سال ۱۳۶۵ در خلال جنگ ایران و عراق بازمی‌گردد. هم‌اکنون سرتیپ‌دوم پاسدار محمدرضا عباسی فرماندهی تیپ ۳۶ انصارالمهدی زنجان را برعهده دارد.